# Інформаційна система географічних назв

Логотип Геологічної служби США

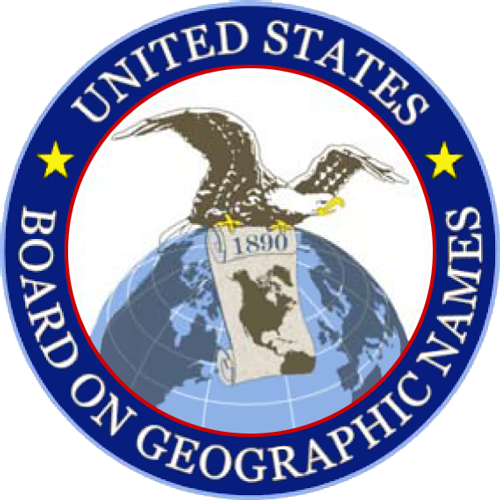
Логотип Ради США з географічних назв

Інформаційна система географічних назв (англ. Geographic Names Information System, GNIS) — топонімічна база даних, що містить назви та інформацію про розташування більше 2 млн фізичних та культурних об'єктів, що знаходяться безпосередньо на території США і підконтрольних країн і територій. Являє собою географічний довідник. GNIS розробила Геологічна служба США у співпраці із Радою США з географічних назв для стандартизації найменувань географічних об'єктів.
База даних є частиною системи, що включає назви на топографічних картах і бібліографічні посилання. У ній наводяться назви книг та історичних карт, які є підтвердженням історичної назви об'єкта. Також заносяться інші місцеві назви, що є альтернативними до офіційно вживаних федеральним урядом. Кожному об'єктові надається постійний, унікальний ідентифікатор запису, іноді його називають ідентифікатор GNIS. Записи з цієї бази даних ніколи не видаляються, за винятком очевидних дублювань.

## Перейменування
GNIS приймає пропозиції з присвоєння нових назв географічним об'єктам США або зміни наявних. Широка громадськість чи будь-яка людина можуть вносити пропозиції з цього приводу на вебсайті GNIS та ознайомитися з обґрунтуваннями прихильників та противників цієї пропозиції.